# Peter Van Den Begin
Peter Van Den Begin (Berchem, 25 ottobre 1964) è un attore e regista belga.

## Biografia
Attore teatrale affermato, al suo attivo ha oltre cento apparizioni in pellicole cinematografiche e televisive, ma il grande successo giunge nel 2016 con il ruolo da protagonista in Un re allo sbando (King of the Belgians).

## Filmografia parziale
- La quinta stagione (La Cinquième Saison), regia di Peter Brosens e Jessica Woodworth (2012)
- Un re allo sbando (King of the Belgians), regia di Peter Brosens e Jessica Woodworth (2016)
- Blind Spot (Dode Hoek), regia di Nabil Ben Yadir (2017)
- Adorazione (Adoration), regia di Fabrice Du Welz (2019)

## Riconoscimenti
- Premio Magritte
  - 2018: Miglior attore per Un re allo sbando